# Aéroport de Moss-Rygge
Pour les articles homonymes, voir aéroport d'Oslo.
L'aéroport de Moss, Rygge (code IATA : RYG • code OACI : ENRY) (Moss lufthavn, Rygge) était un aéroport international situé à Rygge, à 10 km à l'est de Moss et à 60 km au sud-est d'Oslo. L'aéroport, inauguré le 8 octobre 2007 est conçu pour servir à la fois d'aéroport régional pour la région d'Østfold, mais également de deuxième aéroport international d'Oslo pour les compagnies aériennes à bas prix. Il était exploité par la société privée Rygge Sivile Lufthavn AS et le contrôle aérien était assuré par Avinor. 
L'aéroport de Moss est fermé au trafic civil le 1er novembre 2016 mais reste cependant ouvert pour la Base aérienne de Rygge (no), exploitée par la Luftforsvaret, qui est aussi propriétaire du terrain et des pistes.

## Histoire

### Débuts
Le premier terrain d'aviation de Rygge a été construit entre 1942 et 1943 à environ 2 km à l'ouest de la piste actuelle. Le terrain fut fermé en 1945 mais rouvrit entre 1949 et 1951 pour accueillir une école militaire d’aviation. En 1952, le terrain fut choisi pour accueillir une base aérienne militaire qui respectait les critères de l'OTAN. Ce programme entraîna l’expropriation de 600 hectares de terrain (d'un coût de 12 millions de NOK) et fut achevé le 15 septembre 1954, pour un coût total de 127 millions de NOK. Les anciennes installations furent fermées, mais servirent de camp militaire jusqu'en 2003, date à laquelle les chasseurs furent déplacés vers la base aérienne de Bodo. La base a accueilli l'escadron 332 (en), mais également l'escadron 336, l'escadron 330 ou l'escadron 720 des forces aériennes royales norvégiennes.

### Premières études dans les années 90
Le 8 octobre 1998, l'aéroport d'Oslo-Fornebu ferma ses portes pour laisser place à l'aéroport d'Oslo-Gardemoen dans le rôle de principal aéroport de la capitale et de l'est de la Norvège. Le choix de Gardemoen en tant que nouvel emplacement de l'aéroport d'Oslo fut controversé, il était notamment en concurrence avec d'autres emplacements comme Hurum, Hobøl ou Ås (tous plus proches d'Oslo et de sa région. Le Comté d'Østfold se trouvant finalement assez loin du nouvel aéroport, une étude fut menée en 1998 par la SCC Trafikon sur la possibilité d'ouvrir un aéroport civil sur la base de Rygge. Cette étude conclut que la construction d'un terminal civil à Rygge pourrait attirer 130 000 passagers par an, dont 40 000 sur des vols charter. Grâce à ce potentiel, plus élevé que celui de l'aéroport de Torp, plusieurs compagnies aériennes régionales comme Teddy Air (en), Air Stord (en) ou Coast Air firent part de leur intérêt d'ouvrir des liaisons au départ de Rygge. À l'inverse, les compagnies SAS, Braathens ou Widerøe ne furent pas intéressées. Le projet fut soutenu par des élus locaux, le Comté d'Østfold et la Confédération des entreprises Norvégiennes. Cette dernière soutenait que les routes principales seraient celles vers Gardemoen ou Torp, alors que l'étude conseillait l'ouverture de routes vers Bergen, Stavanger, Trondheim ou Copenhague.
En février 1999, le ministre des transports et des communications se déclara favorable à l'ouverture d'un terminal civil à Rygge. Le coût prévisionnel d'un terminal pouvant accueillir 150 000 passagers par an s'établissaient à 80 millions de NOK, mais les plans prévoyaient également la possibilité de porter la capacité à 500 000 passagers par an. En juillet, la société Rygge Sivile Lufthavn AS fut créé pour gérer le futur aéroport, Egil Ullebø fut nommé président et les 3 millions de NOK de capital initial étaient détenus par : le papetier Borregaard (en) (46,7%), le Comté d'Østfold (20%), M. Peterson & Søn (en) (16,6%) et Capricorn Invest (16,6%). Selon les plans d'origine, la société avait besoin de 50 millions de NOK de capital initial et  l’administration norvégienne de l’aviation civile devait en détenir 34 %.

### Développement dans les années 2000
Le 12 janvier 2000, la société gestionnaire de l'aéroport de Copenhague, Københavns Lufthavne (en), acheta un tiers des parts de Rygge Sivile Lufthavn. Cette dernière expliqua qu'elle avait proposé à l’administration norvégienne de l’aviation civile d'acheter des parts de la société, mais qu’aucune décision n'avait été prise par l'agence gouvernementale. Devant l'impossibilité de conclure avec l'administration norvégienne, la société s'est trouvée contrainte de solliciter un gestionnaire d’aéroport étranger afin d'avoir les compétences nécessaires en opérations aéroportuaires. En décembre de la même année, l’administration norvégienne de l’aviation civile, dont les bénéfices réalisés dans les aéroports importants payent les déficits des plus petits, se déclara défavorable à l'ouverture d'un terminal civil à Rygge. En effet, selon l'administration, l'ouverture de Rygge au trafic civil ébranlerait la structure financière des aéroports norvégiens et mettrait à mal le consensus politique pour la construction de Gardemoen. De plus, même si l'administration était capable de supporter les coûts prévisionnels de Rygge, l'État aurait dû accorder les subventions nécessaires pour couvrir les déficits des autres aéroports. Dans le même temps, l'administration exigea de l'aéroport de Sandefjord qu'il paye lui-même ses coûts de contrôle aérien, alors que ceux-ci étaient jusqu'alors pris en charge par l'administration.
En septembre 2001, l’autorité norvégienne de la concurrence se déclara favorable à l'ouverture de Rygge, qui apporterait plus de concurrence sur les vols internationaux et pourrait faciliter l'émergence d'une nouvelle concurrence sur les vols intérieurs, alors que la SAS était en train de racheter Braathens. En juin 2002, Norwegian se déclara prêt à ouvrir de nouvelles liaisons depuis Rygge, à condition que l'aéroport soit construit. Dans le même temps, les autorités militaires et la Rygge Sivile Lufthavn discutèrent pour trouver le meilleur emplacement pour le terminal civil. Une fois l'emplacement défini, la Rygge Sivile Lufthavn envoya une demande de concession au Ministère des Transports et des Communications. En mars 2003, la section locale du parti travailliste norvégien s'opposa au projet d'aéroport en raison des nuisances sonores qu'il allait engendrer. Mais, deux mois plus tard, le gestionnaire confirma que la compagnie aérienne à bas prix Ryanair avait montré de l'intérêt pour le nouvel aéroport (alors qu'elle utilisait, à ce moment-là l'aéroport de Torp) et, en juin 2003, la Rygge Sivile Lufthavn changea sa stratégie pour viser en priorité les compagnies à bas prix. Elle voulut alors privilégier l'ouverture de liaisons internationales au détriment des liaisons intérieures, et espérait l'ouverture de liaisons vers Copenhague, Stockholm, Londres ou Amsterdam.
En février 2004, l’administration norvégienne de l’aviation civile déclara qu'il restait encore 51 questions à régler avant de pouvoir autoriser l'ouverture de l'aéroport au trafic civil. Dans un rapport publié par le ministère en mars, le trafic fut estimé entre 700 000 et 800 000 voyageurs par an (plaçant l'aéroport au 8e rang des aéroports norvégiens) et que l'aéroport pourrait accueillir 1,3 million de passagers en 2030. En réponse à ce rapport, une organisation patronale, la fédération des industries aéronautique norvégienne (en), se déclara opposée à la construction d'un nouvel aéroport en raison, premièrement, du nombre suffisant d'aéroports dans l'est norvégien, deuxièmement, du fait qu'un aéroport non géré par Avinor diminuerait les profits de Gardemoen et augmenterait de facto les redevances dans les autres aéroports, et troisièmement, du surcoût pour les compagnies aériennes qui desserviraient un nouvel aéroport dans l'est norvégien. Le projet fit aussi face aux contestations locales, qui craignaient non seulement que cela entraîne une pollution du lac Vansjø, mais aussi d'un site Ramsar situé à proximité, la réserve naturelle du Kurefjorden. Enfin, les oppositions locales craignaient aussi les nuisances sonores générées par le trafic, notamment pour la ville toute proche de Moss. Le projet fit aussi face à l'opposition des associations de protection de l'environnement comme Natur og Ungdom (en) puisque l'augmentation du trafic entraînerait une augmentation des émissions de gaz à effet de serre.
Au cours de l'année 2004, Københavns Lufthavne vendit ses parts de l'aéroport à cause de la lenteur du projet. Le 18 novembre de la même année, l'armée de l'air obtint les autorisations nécessaires du ministère pour établir un terminal civil. La concession, d'une durée de 10 ans, définissait une limite de 750 000 passagers par an et imposait que l'aéroport soit ouvert tous les jours de 7h à 23h et accessible à l'aviation générale. Les négociations entre l'armée et la Rygge Sivile Lufthavn commencèrent en juin 2005 pour trouver un accord sur le financement et l'exploitation de l'aéroport. En septembre, les deux parties trouvèrent un accord sur les compensations que verserait la société à l'armée et l'accord fut approuvé par le ministère au mois de janvier suivant. Le 22 février 2006, une fois l'ensemble des autorisations réunies, la société fut capable d'approuver le plan d'investissement. Ce plan prévoyait, en plus de la construction du terminal civil, la modernisation de la piste, des voies de circulation et des systèmes de navigation, payés par la Rygge Sivile Lufthavn. Le 2 mars, Le Thon Group (en) se porta acquéreur de 40% de la société, ce qui en fit un des actionnaires principaux aux côtés d'Orkla (40%), propriétaire à l'époque de Borregaard (en), du Comté d'Østfold (11%) et de Østfold Energi (en).
Le 12 juin 2006, des activistes de Natur og Ungdom s'enchaînèrent à la tour de contrôle pour protester contre la construction de l'aéroport civil, néanmoins le contrat de construction du terminal fut attribué à Skanska. En juillet, le gouvernement norvégien déclara se réserver le droit d'instaurer un contrôle des prix à Rygge afin de ne pas cannibaliser les revenus de Gardemoen. Dans le même temps, les élus de Torp, la fédération des industries aéronautique norvégienne et le parti conservateur déclarèrent que la convention passée entre l'armée et la Rygge Sivile Lufthavn constituait des subventions illégales. En septembre, le Thon Group annonça qu'il ne bâtirait pas l'hôtel prévu à proximité de l'aéroport, en raison d'incompatibilité avec les règles militaires.

### Ouverture commerciale
En janvier 2007, les opérateurs de vols charter Star tour, Apollo et MyTravel Airways annoncèrent leur intention de commencer les vols dès le 1er octobre. La première phase de construction prévit la mise en service de 7 portes d'embarquements (avec la possibilité de doubler le nombre) et coûta 700 millions de NOK et inclut un terminal de 16 000 mètres carrés d'une capacité de 2 millions de passagers annuels, un parking de 1650 places et d'autres commodités comme des commerces (dont des boutiques hors taxes), une banque et des restaurants.
En avril, l'aéroport ne comptait officiellement qu'une seule route charter par semaine, et la possibilité de repousser l'ouverture fut évoquée. Néanmoins, selon le professeur Frode Steen de la Norwegian School of Economics, ce retard dans les ouvertures de ligne constituait une stratégie délibérée des compagnies aériennes en vue des négociations avec l'aéroport. Le 7 septembre 2007, l'accord final fut signé entre la Rygge Sivile Lufthavn et l'armée. L'ouverture de l'aéroport eut lieu le 5 octobre 2007, et le premier vol s'envola le 17 octobre à destination de Las Palmas de Gran Canaria dans les Canaries espagnoles. Au moment du premier vol, l'opérateur avait vendu 95% des billets disponibles d'ici la fin de l'année, et 85% de ces ventes provenaient d'habitants de l'Østfold. Dès lors, la compagnie Unibuss (en) proposa une liaison depuis Oslo en correspondance avec toutes les arrivées et les départs.
Au début de l'année 2008, l'aéroport comptait 3 vols charter de plus, mais l'autorité de l'aviation civile norvégienne imposa une restriction des vols entre 23h et 7h du matin, afin de limiter les nuisances sonores pour le voisinage. Cette décision alla à l'encontre de la position des municipalités de Rygge et Råde en faveur des vols de nuit. La décision fut contestée en appel, et la Rygge Sivile Lufthavn demanda la réduction d'une heure de la restriction (entre 23h30 et 6h30) en mettant en avant le risque de perdre la moitié des départs prévus par Norwegian. Le ministère autorisa l'extension des opérations le 28 janvier. Cela provoqua un procès initié par 150 propriétaires, dont les maisons se trouvaient dans la zone de nuisance sonore, qui faisaient références à la compensation de 225 000 NOK reçue par des habitants exposés à des nuisances sonores similaires à proximité de l'aéroport Gardemoen.
Le 14 février 2008, Norwegian basa un premier avion à Rygge et en ajouta un second le 13 mars. Entre le mois de février et le mois d'avril, la compagnie commença des vols internationaux vers Alicante, Athènes, Barcelone, Budapest, Istanbul, Londres, Malaga, Marrakech, Palanga, Szczecin, Valence et Varsovie à raison de 2 à 4 vols par semaine pour chaque destination. La compagnie ajouta deux allers-retours quotidiens vers Bergen. Les vols vers Belgrade, Istanbul, Marrakech, Szczecin et Valence remplacèrent ceux opérés jusqu'alors depuis Gardemoen. La Rygge Sivile Lufthavn déclara alors avoir été sollicité par Raynair, qui souhait déménager une partie de ses opérations de Torp, mais qu'en raison de la capacité de l'aéroport à n'accueillir qu'une compagnie régulière, la priorité avait été donnée à Norwegian.
Le premier avion de Norwegian décolla le 14 février vers Budapest, et le même jour, la Norges Statsbaner (NSB) démarra des navettes gratuites entre l'aéroport et la gare de Rygge sur la ligne d'Østfold. Dans le même temps, les services d'aviation d'affaires débutèrent sur la plateforme. En mars, Widerøe débuta deux vols quotidiens vers Copenhague, le hub principal de sa maison mère, de l'époque, SAS. Apollo proposa des vols vers La Canée dès le 11 mai et Star tour démarra un service hebdomadaire vers Antalya, La Canée et Palma de Majorque au premier semestre 2008.
À partir du 1er septembre, Widerøe arrêta ses vols vers Copenhague suivi par Norwegian qui arrêta les siens vers Londres. En octobre, Norwegian ajouta de nouvelles liaisons internationales, à destination de Las Palmas de Grande Canarie, Berlin, Cracovie et Prague, et de nouvelles liaisons intérieures vers Trondheim, Stavanger, Tromsø et Bodø.
Peu après, la Rygge Sivile Lufthavn annonça qu’au rythme de croissance actuel, l’aéroport atteindrait sa capacité maximale en 2009 et qu’il n’y aurait alors de place que pour Norwegian. En novembre, la Rygge Sivile Lufthavn prévoyait une perte de 100 millions de NOK pour 2008 et qu’elle aurait besoin de 200 à 300 millions de NOK de capital supplémentaire. Cependant, ni Orkla, ni Thor ne furent prêts à investir davantage à moins que la capacité de l’aéroport soit augmentée. Lors d’un vote au Parlement de Norvège, le 11 décembre 2008, la proposition d’augmentation de la capacité fut refusée, n’ayant reçu que le soutien de l’opposition. Malgré tout, les actionnaires investirent 50 millions de NOK dans l’entreprise. L’aéroport accueillit 450 000 passagers en 2008.
En janvier 2009, avec 24 400 passagers l’aéroport de Rygge devint plus important que celui de Torp et l’autorité de l’aviation civile recommanda l’augmentation de la capacité de l’aéroport, ce qui fut rendu effectif au 1er juillet par le ministère. 
Néanmoins, l’aéroport fut limité à 15 000 mouvements par an. Le ministère argua que la logique des calculs dans la concession initiale était fondée sur des avions moins capacitaires et que le nouveau plafond de passagers était construit sur une base de 20 000 mouvements par an. Entre janvier et avril, les liaisons intérieures représentaient une part de marché de 6% pour les voyages depuis l’est norvégien. Le nombre de mouvements d’appareils fut finalement relevé à 21 000 par an par le ministère le 9 septembre.
En octobre et novembre 2009, Ryanair commença ses opérations à Rygge et lança des liaisons vers Alicante, Barcelone, Brême, Bruxelles, Madrid, Milan et Londres. Norwegian ne se montra pas inquiet de l’arrivée de la concurrence de Ryanair et annonça continuer son développement vers la Méditerranée, l’Europe de l’Est et sur les vols intérieurs. Néanmoins, Norwegian renonça à ouvrir les liaisons annoncées vers Amsterdam et Londres pour se concentrer sur leur développement à Gardermoen. Elle réalisait alors 3% de son chiffre d’affaires depuis Rygge.
Le 24 novembre, Ryanair annonça l’ouverture d’une base à Rygge pour le mois de mars 2010. Cette base servirait à ouvrir de nouvelles liaisons vers Århus, Berlin, Cracovie, Dublin, Eindhoven, Gdańsk, La Rochelle, Malaga, Munich, Palma de Majorque, Paris, Riga, Valence, Venise, Weeze et Wrocław. En décembre, la compagnie annonça également des vols vers Faro et Zadar.
En 2009, le déficit de la Rygge Sivile Lufthavn atteint 102 millions de NOK.
À partir du 5 mai 2010, Ryanair lança des vols vers Kaunas, alors qu’à la mi-2010, Norwegian arrêta ses liaisons vers Berlin, Budapest, Palanga, Prague et Valence et réduisit les fréquences vers Alicante et Malaga. Dans le même temps, la compagnie ouvrit deux nouvelles liaisons vers Dalaman et Thessalonique. En juillet, Norwegian déclara étudier la possibilité d’arrêter toutes ses opérations à Rygge pour les relocaliser à Torp, notamment à cause des taxes d’aéroport plus élevées pour elle que pour Ryanair. En septembre, la compagnie mit fin à ses vols vers Bodø et Tromsø.
En novembre 2010, le Système d'atterrissage aux instruments (ILS) fut amélioré (passant de catégorie I à catégorie II), notamment par l’installation de 800 LED sur la piste et les taxiways, ce qui permit à Rygge de devenir le premier aéroport en Europe avec une telle installation. Cela permit de réduire la visibilité minimale de 800 à 300m. L’opération, d’un coût de 65 millions de NOK, fit de Rygge le deuxième aéroport équipé en ILS catégorie II après l’aéroport de Stavanger (Gardermoen est en catégorie III). Le même mois, Ryanair lança ses vols vers Londres, Liverpool, Rome et Tampere alors que Norwegian mit fin à ceux vers Stavanger.
...

## Statistiques
Pour des raisons techniques, il est temporairement impossible d'afficher le graphique qui aurait dû être présenté ici.

Voir la requête brute et les sources sur Wikidata.

## Situation

### Carte des aéroports en Norvège
Carte des principaux aéroports de Norvège (en 2019)
Le Svalbard n'est pas ici en coordonnées géographiques exactes.
| Oslo-Gardermoen Bergen Stavanger Trondheim Tromsø Bodø Sandefjord Moss Kristiansand Ålesund Haugesund Harstad/Narvik Molde Kristiansund Alta Kirkenes Bardufoss Florø Hammerfest Svalbard Plus de 10 millions Plus de 5 millions Plus de 1 million Plus de 0,4 million Moins de 0,4 million Fermé |

## Accès
Un bus relie en 8 minutes l'aéroport à la gare de Rygge
.